# Bristol Phoenix
Der Bristol Phoenix war ein luftgekühlter Neunzylinder-Sternmotor des britischen Herstellers Bristol Aeroplane Company. Er wurde zu Versuchszwecken gebaut, um die Verwendbarkeit des Dieselverfahrens auch für Flugmotoren zu untersuchen.

## Geschichte
Als Ausgangsmuster diente der Bristol Pegasus, dessen Aufbau und Abmessungen beibehalten wurden. Die Versuche mit der ersten Version des Phoenix (Mk. I) konnten bereits 1928 aufgenommen werden. Die Kraftstoffzufuhr besorgten zwei Reiheneinspritzpumpen, die direkt in die Verbrennungsräume von vier bzw. fünf Zylindern einspritzten. Zur Verbesserung der Höhenleistung war ein Lader angebaut.
1932 wurde eine verbesserte Version (Mk. IIM) mit stärkerer Aufladung gebaut und 1933 in einer Westland Wapiti erprobt. Das Flugzeug mit dem RAF serial J9102 erreichte mit diesem Motor am 11. Mai 1934 eine Flughöhe von 8367 m. Dies bedeutete einen Weltrekord für Flugzeuge mit Dieselmotoren, der bis zum Ausbruch des Zweiten Weltkrieges 1939 Bestand hatte.
Bei einem Vergleich der Flugleistungen gegenüber einem normalen Bristol Jupiter VIIIF erreichte der Phoenix eine um 4 % höhere Reisegeschwindigkeit bei gleichzeitig um 35 % verringertem Verbrauch.
Da der bereits in Serie gefertigte Bristol Pegasus jedoch inzwischen sowohl in der Leistung als auch im Verbrauch wesentlich verbessert worden war, wurden die weiteren Versuche eingestellt.

## Technische Daten (Mk. IIM)
- Bohrung: 146 mm
- Hub: 190,5 mm
- Hubraum: 28,7 l
- Verdichtung: 14:1
- Luftschraubenuntersetzung: 0,5:1
- Durchmesser: 1381 mm
- Länge: 1111 mm
- Dauerleistung: 470 PS